# Välfärdschauvinism
Välfärdschauvinism (av ordet chauvinism) är ett samhällsvetenskapligt begrepp för det ideologiska ställningstagandet att sociala förmåner bör vara begränsade till vissa grupper, ofta till ett lands medborgare till skillnad mot immigranter.
Välfärdschauvinism är även en populistisk argumentationsstrategi. Den förekommer främst inom den främlingsfientliga diskursen och används därför främst av högerpopulistiska partier. Välfärdschauvinismen delar in befolkningen i två grupper: de närande som bygger upp och bevarar landet, och de tärande som inte bidrar till landet utan endast utnyttjar resurserna. Välfärdschauvinismen fokuserar på vad som betraktas som en kamp mellan dessa grupper; om de knappa resurser som finns, varför den ena gruppen ska gynnas och den andra gruppen missgynnas.
Välfärdschauvinism innebär en retorisk länk mellan välfärdsstaten, som är uppbyggd av en hårt arbetande befolkning, och att den stora migrationen riskerar att underminera välfärden och därför ska de som bidrar till ekonomin få större tillgång till samhällets sociala förmåner än de som ej bidragit. I denna dikotomi kan även andra samhällsgrupper, så som socialbidragstagare och arbetslösa, anses vara den tärande gruppen.

## Historia och uttryck
Begreppet välfärdschauvinism användes inom samhällsvetenskap först på 1990-talet av statsvetarna Jørgen Goul Andersen och Tor Bjørklund i Structural changes and new cleavages: The progress parties in Denmark and Norway, som beskrev innebörden som "välfärdstjänster ska förbehållas våra egna." Goul Andersen skrev 2007 om en tendens hos de Nordiska välfärdsstaterna, där Danmark gått längst, om att införa "starka restriktioner mot invandring" tillsammans med "betydande neddragningar vad gäller sociala rättigheter för invandrade." Den politiska utvecklingen, menar han, kan beskrivas som "välfärd för bara danskar" eller "välfärdschauvinism"; Den generella välfärdsstaten är bevarad för danskar, men kombineras med snäva restriktioner mot invandring och viss dualism (motsatsförhållande) inom socialpolitiken.

## Ideologiska särdrag och teman
Välfärdschauvinism är en ideologi som menar att socioekonomisk politik, såsom arbetstillfällen och sociala förmåner, i första hand ska riktas till och tillfalla den "egna gruppen" (exempelvis infödda svenskar istället för invandrade), och att staten ska skydda vissa områden av den nationella ekonomin mot utländsk konkurrens (exempelvis jordbruk). Som ideologi blandar den auktoritarianism och etnocentrism med antikapitalistiska undertoner.
Välfärdsstatens skyddsnät är enligt välfärdschauvinisterna till för dem som de anser tillhör samhället; en samhällstillhörighet som inte sällan grundas på nationella, kulturella och etniska aspekter. Inbegripet i kategorin som anses tillhöra samhället återfinns de som anses närande och utanför återfinns de som ses som tärande (primärt invandrade) vilka man menar otillbörligt utnyttjar välfärdssystemet. Den retoriska sammankopplingen innebär en förståelse av invandringen som en ekonomisk belastning: den urholkar välfärden genom att tära på samhällets resurser; resurser välfärdschauvinister menar istället bör tillfalla den etniskt homogena infödda befolkningen, företrädesvis barn och gamla.
Peer Scheepers, Mérove Gijsberts och Marcel Coenders menar att samma argumentation överförs på arbetsmarknaden där en konkurrens om arbetstillfällen utmålas till en etnisk konflikt mellan invandrare och den infödda befolkningen, något som i tider av hög arbetslöshet tydliggör den retoriska kopplingen och förstärker de välfärdschauvinistiska och andra xenofoba arguments legitimitet.
I studien Origin, Ideology, and Transformation of Political Parties presenteras de av statsvetaren Cas Mudde definierade gemensamma ideologiska utgångspunkterna för den populistiska extremhögern som nationalism, välfärdschauvinism, lag och ordning och främlingsfientlighet, vilket möjliggör en grundläggande ideologisk klassificering för en heterogen partifamilj.

### De närande och de tärande
I beskrivningen av samhället och välfärdsstatens problem använder populister, i synnerhet högerpopulister, sig av en argumentation baserat på två extremer där samhällets medborgare delas in i närande och tärande grupper. I den närande gruppen återfinns de som är en del av samhällets välfärd och landets välstånd; samhällsbyggarna, det vill säga "folket"; den vanliga hederligt arbetande människan. I den andra, den tärande gruppen, återfinns sådana som välfärdschauvinister menar utnyttjar välfärden utan att tillföra den något värde. Den tärande gruppen som står utanför "folket" kan exempelvis vara byråkrater, akademiker, invandrare, arbetslösa, socialbidragstagare med flera. Välfärden ses som ett system med inbyggda uteslutande mekanismer.

## Studier av partier
Sociologen Jens Rydgren, som har studerat hur välfärdschauvinism kommer till uttryck, har bland annat tittat på det franska partiet Front National och menar att partiet målar upp ett scenario som bygger på idé om konkurrens om knappa resurser – vars mobiliserande kraft finns i förmågan att attrahera känslor av missunnsamhet och förbittring – som kopplar invandring till arbetslöshet, men även till upplevelsen av bristande överensstämmelse mellan det egna välbefinnandet och det förväntade välbefinnandet. Genom att skildra invandrade som lata parasiter som kommer till Frankrike för att leva på staten försöker partiet frammana främlingsfientliga strömningar. Efter att Marine Le Pen tog över efter Jean-Marie Le Pen som partiledare för Front National har partiets politik förändrats. Samtidigt som partiet behållit sin auktoritära politik på kulturområdet (särskilt det exklusionistiska och chauvinistiska) förespråkar partiet en keynesiansk ekonomisk omfördelningspolitik och statliga ingripanden. Förändringen innebar enligt sociologen Gilles Ivaldi att partiets ekonomiska politik blev mindre heterogen och partiets auktoritära välfärdschauvinistiska politik tydligare.
I studien The ideology of the extreme right har statsvetaren Cas Mudde i en jämförande analys tittat närmare partierna Die Republikaner, Deutsche Volksunion, Vlaams Blok, Centrumdemocraten, Centrumpartij'86 och sett att välfärdschauvinism ingår som ideologisk kärna i alla partierna. Det första partiet han tittar närmare på är Die Republikaner. Den röda tråden hos partiets socioekonomiska politik var att tyska pengar skulle användas för tyska intressen och att tyska arbeten skulle tillfalla tyska arbetare. Allt icketyskt, inklusive flyktingar, EU och asylsökande, porträtterades som en grupp som tog betydelsefulla resurser från tyskarna. För att försvara tyskarna presenterade partiet ett ekonomiskt program som innebar nedskärningar som omfattade icketyskar. Pengarna skulle istället användas till välfärden och arbete för tyskarna. Partiets ekonomiska politik har två ideologiska utgångspunkter i ett välfärdschauvinistiskt program: Tyskland ska ta hand om sitt eget folk och utlänningar ses som ett fientligt hot.

### Exempel på nutida partier
Exempel på nutida partier som använder sig av en välfärdschauvinistisk argumentationsstrategi: Sannfinländarna i Finland, Fremskridtspartiet i Danmark, Front National i Frankrike, Die Republikaner i Tyskland, Sverigedemokraterna samt Ny demokrati i Sverige.

### Citatförteckning
1. ↑  "Welfare services should be restricted to our own"[1]
2. ↑  Ideological features and themes // Socio-economic policy // Welfare chauvinism: Socio-economic policy should be directed first and foremost to the ‘own group’. Priority in jobs and social benefits for the own people. State protection of certain areas of the national economy against foreign competition.[5]

### Notförteckning
1. ↑  Goul Andersen & Bjørklund 1990, s. 212.
2. ↑  Besner 2013.
3. ↑  Goul Andersen & Bjørklund 1990.
4. ↑  Goul Andersen 2007.
5. ↑  Mudde 2000, s. 189.
6. 1 2  Mudde 2000.
7. ↑  Fesnic 2008.
8. 1 2  Rydgren & Widfeldt 2004.
9. ↑  Kitschelt 1997.
10. 1 2 3  Rydgren 2005.
11. ↑  Lodenius 2010.
12. ↑  Scheepers, Gijsberts & Coenders 2002.
13. ↑  Oesch 2008.
14. ↑  Kopecek & Hloušek 2004.
15. ↑  Mény & Surel 2002.
16. ↑  Rydgren 2004.
17. ↑  Ivaldi 2012.

### Källförteckning
- Besner (17 augusti 2013). ”Why the Dutch Vote for Geert Wilders” (på engelska). Randomhouse.ca. Arkiverad från originalet den 30 juli 2013. https://archive.is/20130730234204/http://www.randomhouse.ca/hazlitt/blog/why-dutch-vote-geert-wilders. Läst 31 juli 2013.
- Mudde, Cas (2000) (på engelska). The ideology of the extreme right. Manchester: Manchester University Press. Libris 9849728
- Goul Andersen, Jørgen (17 augusti 2007). ”Restricting access to social protection for immigrants in Danish Welfare state” (på engelska). ""15"". The Policy Press. s. 257-269. ISSN 7898 0962 7898. http://vbn.aau.dk/files/71416864/272._Goul_Andersen_Restricting_Access_Immigr_Benefits_15.3.pdf.
- Fesnic, Florin (2008). Welfare Chauvinism East and West: Romania and France. University of Illinois. sid. 4. https://books.google.se/books?id=Bbs-OngdWkYC&printsec=frontcover&dq=Welfare+Chauvinism+East+and+West:+Romania+and+France&hl=sv&sa=X&ved=0CCUQ6AEwAGoVChMIv_mguvWLyQIVjNYsCh0G9gMq#v=onepage&q=Welfare%20Chauvinism%20East%20and%20West%3A%20Romania%20and%20France&f=false. Läst 12 november 2015 Arkiverad 5 mars 2016 hämtat från the Wayback Machine.
- Ivaldi, Gilles (17 augusti 2012). ”The Successful Welfare-Chauvinist Party?” (på engelska). European Sociological Association’s Research Network on Political Sociology. s. 1-23.
- Goul Andersen, Jørgen; Bjørklund, Tor (17 augusti 1990). ”Structural changes and new cleavages: The progress parties in Denmark  and Norway” (på engelska). ""33"". Acta Sociologica. s. 195-217. http://www.jstor.org/discover/10.2307/4200798?uid=3738744&uid=2129&uid=2&uid=70&uid=4&sid=21102506471011.
- Kitschelt, Herbert (1997) (på engelska). The radical right in Western Europe: a comparative analysis. Ann Arbor: University of Michigan Press. Libris 8883465. ISBN 0-472-08441-0. http://books.google.com/books?id=AZiD0rsmqO4C&hl=sv&source=gbs_ViewAPI&printsec=frontcover#v=onepage&q&f=false
- Kopecek, Lubomír; Hloušek, Vít (2010) (på engelska). Origin, Ideology and Transformation of Political Parties. Burlington, VT: Ashgate. Libris 11963347
- Lodenius, Anna-Lena (2010). ”Sverigedemokraterna, så funkar dom”. Ordfront magasin. Arkiverad från originalet den 19 augusti 2011. https://web.archive.org/web/20110819013335/http://www.ordfront.se/www.ordfront.se/Ordfrontmagasin/Artiklar%202010/Sverigedemokraterna%20sa%20funkar%20de%205_10.aspx. Läst 14 augusti 2011.
- Mény, Yves; Surel, Yves (2002) (på engelska). Democracies and the Populist Challenge. Palgrave. Libris 8284093. ISBN 0-333-97004-7
- Oesch, Daniel (17 augusti 2008). ”Explaining Workers' Support for Right-Wing Populist Parties in Western Europe: Evidence from Austria, Belgium, France, Norway, and Switzerland” (på engelska). ""29"". International Political Science Review. s. 349-373. http://ips.sagepub.com/content/29/3/349.abstract.
- Rydgren, Jens; Widfeldt, Anders (2004). Från Le Pen till Pim Fortuyn – Populism och Parlamentarisk Högerextremism i dagens Europa. Malmö: Liber. Libris 8284093. ISBN 0-333-97004-7
- Rydgren, Jens (2004) (på engelska). The Populist Challenge: Political Protest and Ethno-nationalist Mobilization in France. New York: Berghahn Books. Libris 8945092. ISBN 1-57181-643-7
- Rydgren, Jens (2005). Från skattemissnöje till etnisk nationalism: Högerpopulism och parlamentarisk högerextremism i Sverige. Lund: Studentlitteratur. Libris 9840294. ISBN 91-44-04307-4
- Scheepers, Peer; Gijsberts, Mérove; Coenders, Marcel (17 augusti 2002). ”Ethnic Exclusionism in European Countries: Public Opposition to Civil Rights for Legal Migrants as a Response to Perceived Ethnic Threat” (på engelska). ""18"". European Sociological Review. s. 17-34. http://esr.oxfordjournals.org/content/18/1/17.short?rss=1&ssource=mfc.